# تمشک (فیلم)
تمشک فیلمی به کارگردانی و نویسندگی سامان سالور و تهیه‌کنندگی ساسان سالور محصول سال ۱۳۹۲ است.

## خلاصه فیلم
حمید و هما زوج ناباروری هستند که تصمیم گرفته‌اند از راه رحم اجاره‌ای بچه‌دار شوند. این دو در راه پیگیری و انتخاب شخص مورد اطمینان برای این منظور به زن جوانی به نام رضوان بر می‌خورند که با وجود شرایط مساعد دارای مشکلاتی است. اتفاقی که برای این زوج پس از آشنایی با رضوان می‌افتد سبب می‌شود آنها به شناخت تازه‌ای از خود و پیرامون شان برسند.

## بازیگران
- نیکی کریمی
- مهدی پاکدل
- سمیرا حسن‌پور
- مهران احمدی
- ابراهیم حاتمی‌کیا
- محمود نظرعلیان
- تبسم هاشمی
- بیژن افشار
- شعله مرادی
- سید علی موسویان
- سهی‌بانو ذوالقدر
- شیرین بیده
- منصور نوبخت
- رومینا سوری

## جشنواره‌ها
سی و دومین دوره جشنواره فیلم فجر
| قسمت                     | نامزد         | نتیجه  | جایزه        |
| ------------------------ | ------------- | ------ | ------------ |
| بهترین بازیگر نقش اول زن | سمیرا حسن پور | کاندید | سیمرغ بلورین |
| بهترین فیلمنامه          | سامان سالور   | کاندید | سیمرغ بلورین |